# Christine McVie
Christine McVie, geboren als Christine Anne Perfect (Bouth (Cumbria), 12 juli 1943 – Londen, 30 november 2022), was een Britse zangeres, toetseniste en songwriter. Ze speelde in de band Chicken Shack en bracht drie soloalbums uit. Haar populariteit kreeg ze toen ze met John McVie trouwde en lid werd van de band Fleetwood Mac in de periode "na Peter Green", oftewel de Amerikaanse periode van Fleetwood Mac.

## Levensloop

### Jeugd en vroege loopbaan
Christine Anne Perfect werd geboren op 12 juli 1943 in Bouth, een klein dorpje in het Lake District. Haar vader was muziekdocent en violist en haar moeder Beatrice was een paragnost en natuurgenezeres. Haar grootvader bespeelde het orgel in de Westminster Abbey. Hoewel Christine al op vierjarige leeftijd aan het pianospelen werd gezet, ging ze pas vanaf haar elfde levensjaar serieus muziek maken. Ze nam lessen in klassieke muziek tot haar vijftiende toen ze van haar oudere broer John een songbook van Fats Domino kreeg en zich aangetrokken voelde tot de rock-'n-roll.
Ze studeerde vijf jaar beeldhouwen aan een college in Birmingham om kunstonderwijs te kunnen geven. Gedurende die tijd kwam ze in aanraking met de Engelse blues-scene. Het geven van kunstlessen was geen vetpot en ze verhuisde naar Londen om als etaleur te gaan werken. In die tijd werd ze eerst lid van Chicken Shack, dat in 1968 een hit had met de door haar gezongen bluesklassieker I'd Rather Go Blind. 

### Fleetwood Mac
Voordat ze toetrad tot  Fleetwood Mac was ze  fan van de band. Gedurende de tournees met Chicken Shack kwam ze de band ook geregeld tegen. Nadat ze eerder al met Fleetwood Mac meespeelde op een studio-album werd ze lid van deze band en trouwde ze met John McVie.
In 1990 besloot ze echter  Fleetwood Mac de rug toe te keren. In dat jaar overleed haar vader Cyril en het toeren begon haar steeds meer tegen te staan. In 1997 ging ze toch op tournee met deze band. Ook in 1998 trad ze nog een keer op toen Fleetwood Mac werd bijgezet in de Rock and Roll Hall of Fame.
Verder deed ze op muzikaal gebied  een tijdlang niets meer, totdat ze in 2004 een soloalbum uitbracht, In the Meantime. In 2006 ontving ze de Gold Badge of Merit van de British Academy of Composers and Songwriters. In deze periode leefde ze teruggetrokken in haar landhuis in Kent.
Nadat Christine met behulp van een psychiater haar vliegangst had overwonnen, voerde ze in september 2013 met Fleetwood Mac tweemaal "Don't Stop" in Londen op. Vanaf 2014 speelde Christine, tot grote verrassing van vele fans en de bandleden, weer mee met Fleetwood Mac. Ze begon met de Amerikaanse tournee "On with the Show" en in het najaar van 2015 vervolgde ze deze in Europa.

### Privé
Christine heeft in veel muzikantenlevens een rol gespeeld. De eerste die een verhouding met haar heeft gehad, was John Mayall, die zijn tumultueuze relatie met haar in diverse liedjes (Leaping Christine, Little Girl en Key to Love) liet terugkomen. Ook trouwde ze met John McVie. Daarnaast begon ze een relatie met de manager van de lichtshow, dat het nummer You Make Loving Fun opleverde (Rumours, 1977). De verdrinkingsdood in 1983 van Beach Boys-bandlid Dennis Wilson die toen haar partner was, had een grote weerslag op haar. Ze trouwde daarna met de twaalf jaar jongere toetsenist Eddy Quintela. Dit huwelijk hield tien jaar stand.

### Overlijden
Ze overleed op 79-jarige leeftijd na een kort ziekbed in het ziekenhuis.
- Bibsys: 4082453
- Biblioteca Nacional de España: XX4883288
- Bibliothèque nationale de France: cb13897348b (data)
- Gemeinsame Normdatei: 134452089
- International Standard Name Identifier: 0000 0001 2017 7944
- Library of Congress Control Number: n96015762
- MusicBrainz: 21551f7d-93f2-4cb7-ba71-7f260058e923
- Nationale Bibliotheek van Tsjechië: xx0083431
- Nationale bibliotheek van Australië: 35540093
- Nationale Bibliotheek van Israël: 987007329598605171
- Nationale Bibliotheek van Polen: a0000003059982
- Nationale en Universitaire bibliotheek Zagreb: 000065900
- Nederlandse Thesaurus van Auteursnamen: 070448647
- Istituto Centrale per il Catalogo Unico: DDSV027318
- Trove: 989441
- Virtual International Authority File: 42026019
- WorldCat: E39PBJrmbF4hKQtqTDHCJKyTpP